# Jaëla Probst
Jaëla Carlina Probst (* 23. Februar 1992 in Köln) ist eine deutsche Schauspielerin.

## Leben
Probst besuchte von 2012 bis 2016 die Hochschule für Schauspielkunst Ernst Busch in Berlin. Ihre erste feste Fernsehrolle hatte sie in In aller Freundschaft – Die Krankenschwestern. Seitdem war sie in Fernsehserien wie etwa Tatort und SOKO Stuttgart zu sehen.
Ihr sängerisches Talent ist in einer Dokumentation eines von Franz Wittenbrink geleitetem Workshops zu erleben.
Probst ist die Stieftochter des Musikers Michael Robert Rhein und spielte in mehreren Musikvideos von dessen Band In Extremo mit.

## Filmografie (Auswahl)
- 2015: Einsam (Kurzfilm)
- 2016: Ligaturen (Imagefilm)
- 2017: 4 Blocks (Fernsehserie)
- 2017: Tatort: Familien (Fernsehreihe)
- 2017: SOKO Wismar (Fernsehserie, Episode Knock-out)
- 2018: Verpiss dich, Schneewittchen
- 2018: Klassentreffen 1.0
- 2018: Lemuria
- 2018: SOKO Köln (Fernsehserie, Episode Tödliche Tattoos)
- 2018: Marie Brand (Fernsehreihe, Episode Marie Brand und das Spiel mit dem Glück)
- 2018: In aller Freundschaft – Die Krankenschwestern (Fernsehserie)
- 2018: Und tot bist Du! – Ein Schwarzwaldkrimi
- 2018: Großstadtrevier (Fernsehserie, Episode Der Falke)[5]
- 2019: Beck is back! (Fernsehserie, Episode Pro Bono)
- 2020: Eltern mit Hindernissen
- 2021: Tatort: Heile Welt (Fernsehreihe)
- 2022: SOKO Stuttgart (Fernsehserie, Episode Geheime Verbindungen)
- 2022: Wilsberg: Schmeckt nach Mord (Fernsehreihe)
- 2022: WaPo Bodensee (Fernsehserie, Episode Im Dunkeln)
- 2022: SOKO Potsdam (Fernsehserie, Episode Einmal Schlaatz, immer Schlaatz)
- 2023: In aller Freundschaft (Fernsehserie, Episode Letzte Chance)
- 2024: Großstadtrevier (Fernsehserie, Folge Hamburger Delikatessen)
- 2025: Lena Lorenz: Blinder Passagier (Fernsehreihe)